# FirstBank Stadium
Le FirstBank Stadium (auparavant Dudley Field et Vanderbilt Stadium) est un stade de football américain situé à Nashville dans le Tennessee sur le campus de l'Université Vanderbilt. C'est l'enceinte utilisée par les Vanderbilt Commodores. Ce stade qui offre une capacité de 40 350 places est la propriété de l'Université Vanderbilt.
Le stade fut inauguré en 1922 sous le nom de Dudley Field. Il pouvait alors accueillir 22 000 spectateurs. La capacité est portée à 34 000 places en 1961, 41 203 en 1983 puis 40 000 en 2003. Le Dudley Field est rebaptisé Vanderbilt Stadium de 1981 à 2022.
Le stade a accueilli la franchise NFL des Oilers du Tennessee  durant la saison 1998.